# Shamarpa
Shamarpa (ook: shamar rinpoche) is de titel voor de tweede lama binnen de karma kagyü, een van de vier belangrijkste scholen binnen het Tibetaans boeddhisme. De shamarpa is een tulku, ofwel in Tibet een lama die uit mededogen is geïncarneerd om gelovigen te leiden op het pad naar verlichting.

## Geschiedenis

### Eerste shamarpa
De eerste shamarpa wordt als zodanig betiteld nadat tweede karmapa Karma Pakshi al tijdens zijn leven voorspelde dat zijn bewustzijn in twee personen tot uitdrukking zou komen. Dit waren de derde karmapa Rangjung Dorje en vervolgens werd de eerste shamarpa Khädrub Dragpa Sengge erkend die diens belangrijkste leerling werd. De karmapa, houder van de Zwarte Kroon, gaf hem een identieke robijn-rode kroon en noemde hem "shamarpa", dat Houder van de Rode Kroon betekent.
Wanneer de karmapa te jong was om leiding te geven aan de karma kagyülinie was het de taak van de shamarpa de leiding over te nemen en het werd tevens de taak van de shamarpa om de reïncarnatie van de karmapa te vinden en vice versa. Omdat de kagyülinie zich voornamelijk in Kham concentreerde, werd het klooster Yangpachen bij Lhasa in U-Tsang aan de shamarpa toegewezen.

### Verbod op reïncarnatie
De tiende shamarpa had na de dood van zijn broer en de zesde pänchen lama, Lobsang Pälden Yeshe, gerekend op een groter deel van diens erfenis. Met behulp van de koning Rana Bahadur van Nepal en trijders probeerde hij met twee invasies in Tibet in 1788 en 1791 zijn vermeende deel terug te halen, wat na inmenging van Chinese troepen mislukte. De shamarpa kreeg de schuld van de ellende hij veroorzaakte en kreeg een verbod tot reïncarnatie.

### Karmapa-controverse
In 1964 werd het verbod tot reïncarnatie ongedaan gemaakt door de veertiende dalai lama en na het overlijden van de zestiende karmapa ondernam de veertiende shamarpa Mipam Chökyi Lodrö] de traditionele taak op zich om een nieuwe karmapa te vinden. Hij erkende in 1992 Trinley Thaye Dorje als nieuwe karmapa, terwijl dezelfde zomer Pema Dönyö Nyinje, de twaalfde tai situ, Orgyen Trinley Dorje aanwees die zowel China als de dalai lama werd erkend. Dit voorval staat bekend als de Karmapa-controverse.

## Lijst van shamarpas
| zhwa dmar | Naam                                 | Leven           | Wylie                           |
| --------- | ------------------------------------ | --------------- | ------------------------------- |
| 1.        | Khädrub Dragpa Sengge                | 1283-1349       | grags pa seng ge                |
| 2.        | Khanchög Wangpo                      | 1350-1405       | mkha' spyod dbang po            |
| 3.        | Chöpel Yeshe                         | 1406-1452       | chos dpal ye shes               |
| 4.        | Chödrag Yeshe                        | 1453-1524       | chos grags ye shes              |
| 5.        | Könchog Yenlag                       | 1525-1583       | dkon mchog yan lag              |
| 6.        | Mipam Chökyi Wangchug                | 1584-1630       | chos kyi dbang phyug            |
| 7.        | Yeshe Nyingpo                        | 1631-1694       | ye shes snying po               |
| 8.        | Pälchen Chökyi Döndrub               | 1695-1732       | dpal chen chos kyi don grub     |
| 9.        | Könchog Gewey Jungne                 | 1733-1740       | dkon mchog dge ba'i 'byung gnas |
| 10.       | Mipam Chödrub Gyatso                 | 1741/1742-1792  | chos grub rgya mtsho            |
| 11.       | Naar verluidt een arts die onderdook | ?               | -                               |
| 12. (11)  | Tugsay Jamyang                       | 1892-1946       | 'jam dbyangs rin po che         |
| 13. (12)  | Trinley Künkyab                      | 1947 - ca. 1950 | 'phrin las kun khyab            |
| 14. (13)  | Mipam Chökyi Lodrö                   | 1952-2014       | mi pham chos kyi blo gros       |